# Paradise Ridge
Paradise Ridge är en bergstopp i Antarktis. Den ligger i Västantarktis. Nya Zeeland gör anspråk på området. Toppen på Paradise Ridge är 484 meter över havet.
Terrängen runt Paradise Ridge är platt norrut, men söderut är den kuperad. Trakten är obefolkad. Det finns inga samhällen i närheten. 